# Comuna de Osieczna
Osieczna (polaco: Gmina Osieczna) é uma gminy (comuna) na Polónia, na voivodia de Pomerânia e no condado de Starogardzki. A sede do condado é a cidade de Osieczna.
De acordo com os censos de 2004, a comuna tem 2756 habitantes, com uma densidade 22,4 hab/km².

## Área
Estende-se por uma área de 123,26 km², incluindo:
- área agrícola: 18%
- área florestal: 76%

## Demografia
Dados de 30 de Junho 2004:
|                      | Total   | Total | Mulheres | Mulheres | Homens  | Homens |
| -------------------- | ------- | ----- | -------- | -------- | ------- | ------ |
|                      | pessoas | %     | pessoas  | %        | pessoas | %      |
| População            | 2756    | 100   | 1371     | 49,7     | 1385    | 50,3   |
| Densidade (pop./km²) | 22,4    | 100   | 11,1     | 11,1     | 11,2    | 11,2   |

De acordo com dados de 2005, o rendimento médio per capita ascendia a 2156,78 zł.

## Comunas vizinhas
- Czarna Woda, Czersk, Kaliska, Lubichowo, Osiek, Śliwice